# Dichaea australis
Dichaea australis är en orkidéart som beskrevs av Célestin Alfred Cogniaux. Dichaea australis ingår i släktet Dichaea och familjen orkidéer. Inga underarter finns listade i Catalogue of Life.

## Bildgalleri

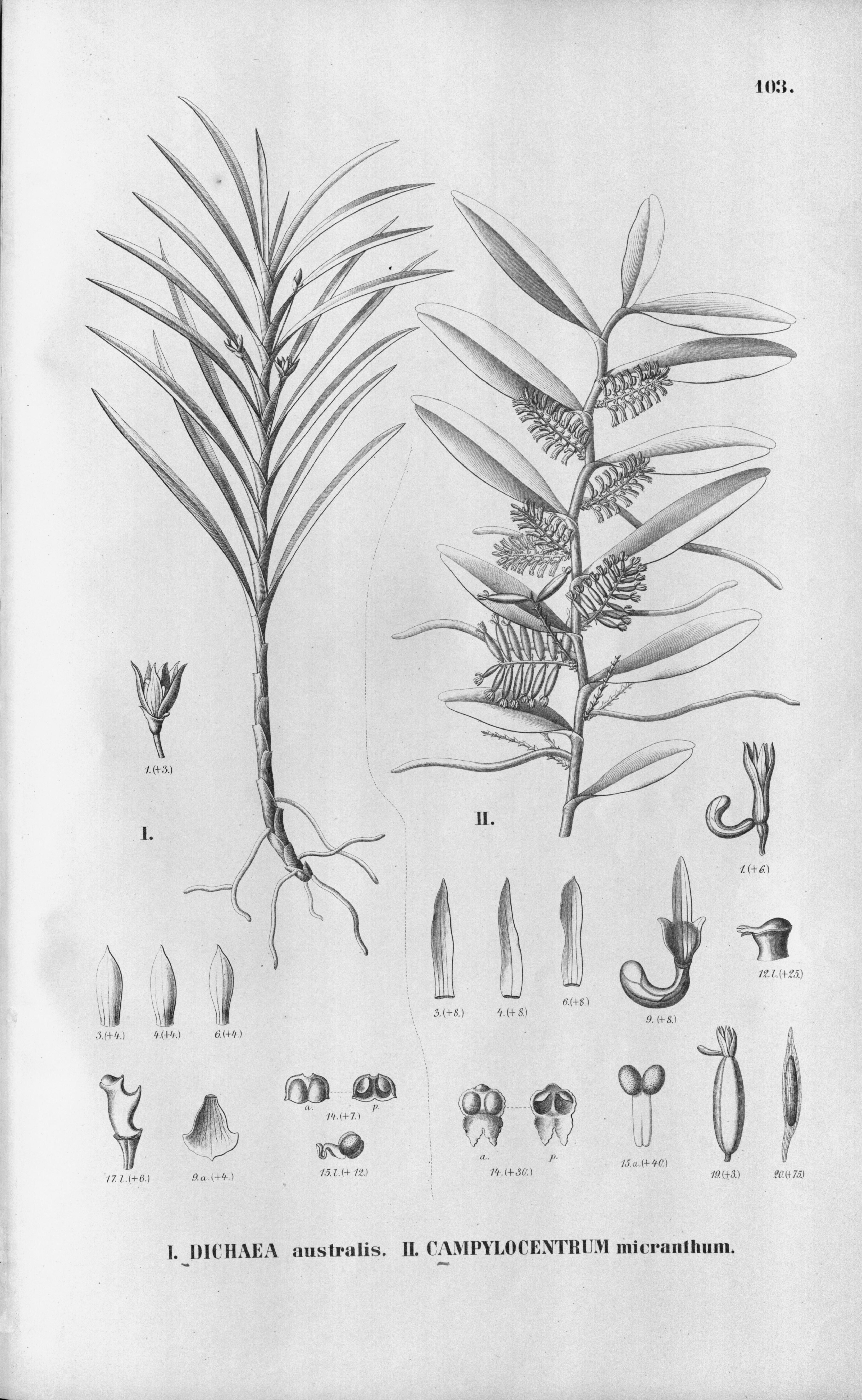